# Swansea City Association Football Club
Pour les articles homonymes, voir Swansea (homonymie).
Maillots
Actualités
Le Swansea City Association Football Club est un club de football gallois fondé en 1912. Le club, bien que basé à Swansea (pays de Galles), participe aux compétitions anglaises et est le club gallois le plus titré. Swansea évolue depuis la saison 2018-2019 en EFL Championship (deuxième division anglaise).
Bien que le pays de Galles possède son propre championnat depuis 1992, Swansea participe au championnat d'Angleterre. Elle fait donc partie des quelques clubs de football jouant dans un championnat étranger.

## Historique

### Les premières années (1912-1945)
Surnommés « Les cygnes », le club a joué depuis sa création en 1912 sous le nom de Swansea Town (le club a été renommé Swansea City en 1970). Le club adopte un statut professionnel dès sa fondation et rejoint la League anglaise en 1920 (troisième division). Jusqu'en 2005 il joue au stade Vetch Field (1912-2005) dans le centre-ville de Swansea. Depuis l'été 2005, Swansea City a un nouveau stade, le Liberty Stadium renommé Swansea.com Stadium à la suite d'un contrat de dix ans conclu avec Swansea.com, qui a une capacité de 20 532 places.

### Après-guerre (1945-1965)
Swansea Town est le premier club gallois à participer à une compétition européenne. Ayant remporté la Coupe du pays de Galles 1961 (en), il est qualifié pour la deuxième édition de la Coupe d'Europe des vainqueurs de coupe. Le tirage au sort du tour préliminaire l'oppose à l'équipe du SC Motor Jena. Le match aller ne peut avoir lieu à Swansea, car les ressortissants d'Allemagne de l'Est sont interdits de séjour dans les pays de l'OTAN. Plusieurs terrains en pays neutre sont envisagés, d'abord en Irlande, puis à Vienne, avant que l'UEFA ne tranche en faveur du Linzer Stadion de Linz, en Autriche. La rencontre se déroule le 16 octobre 1961 et s'achève sur le score de 2-2 avec des buts de Brayley Reynolds (en) et Mel Nurse (en) pour les Gallois. Le match retour prend place deux jours plus tard au Ernst-Abbe-Sportfeld (en) d'Iéna. Il commence bien pour Swansea, avec un but de Reynolds dès la huitième minute, mais les Allemands l'emportent finalement 5-1.

### Spirale vers le bas (1965-1977)
Swansea Town est relégué en troisième division en 1965, puis en quatrième division en 1967. Le club parvient entre-temps à remporter la Coupe du pays de Galles 1966 (en), ce qui le qualifie pour la Coupe d'Europe des vainqueurs de coupe 1966-1967. Pour leur deuxième campagne européenne, les Gallois sont confrontés aux Bulgares du Slavia Sofia et ils ont cette fois la possibilité de jouer le match aller dans leur stade de Vetch Field. Il prend place le 21 septembre 1966 et s'achève sur le score de 1-1 avec un but de Keith Todd (en) pour Swansea. Au retour, le 5 octobre, les Gallois sont surclassés et s'inclinent 4-0 avec un triplé de Lyuben Tasev (bg), déjà auteur du but bulgare à l'aller.

### Ascension fulgurante et la chute tout aussi rapide (1977-1986)
Le début des années 1980 a été les plus grandes années de succès de Swansea City, sous la direction de l'ancien joueur-gérant, de Cardiff, John Toshack. Le club décroche son unique promotion dans l'ancienne Premier League (première division) en 1981. Il remporte alors trois Coupe du pays de Galles consécutivement et se fait remarquer dans la Coupe d'Europe des vainqueurs de coupe. Il réalise son meilleur classement en sixième position.
Cependant il connaît une mauvaise saison 1982-1983, terminant 21e et entraînant la démission de Toshack. Suivra ensuite une véritable descente aux enfers du club qui sera relégué en Third Division (troisième division) l'année suivante, au terme d'une saison catastrophique, soldée de plus par de lourdes difficultés financières poussant le club à vendre la majorité de ses titulaires. Le club est ensuite relégué en 1986 en Fourth Division (quatrième division).

### Lutte pour la survie du club (1986-1995)
En 1992 est créé le Championnat du pays de Galles de football (Principality Building Society Welsh Premier Football League). Swansea est appelé par l'UEFA, comme tous les clubs gallois qui évoluaient alors dans des divisions anglaises, à rejoindre ce championnat. Cependant Swansea, à l'instar de quelques clubs, refuse.

### Déménagement vers le Liberty Stadium et retour dans l'élite (2005-2011)
Le club reprend des couleurs à partir du milieu des années 2000 avec notamment l'arrivée d'un nouvel entraîneur en 2007, l'Espagnol Roberto Martínez, ancien joueur du club de 2003 à 2006, qui fait arriver de nombreux jeunes joueurs étrangers dans l'équipe, dont les Trinitiens Jason Scotland et Dennis Lawrence, et le Nord-Irlandais Warren Feeney. Martinez va alors véritablement exhumer le club, le faisant passer en deux ans de la quatrième division à la deuxième division, finissant la saison 2008-2009 à la 8e place avec seulement 8 défaites en 46 matches. Jouissant d'une énorme cote de popularité, il finira par signer avec Wigan Athletic pour la saison 2009-2010, laissant sa place au Portugais Paulo Sousa. L'entraîneur suivant est le Nord-Irlandais Brendan Rodgers, ancien entraîneur de Reading FC et de Watford FC, remplaçant Sousa, parti entraîner Leicester City. Celui-ci est très apprécié des supporters. Les Swans sont en effet classés troisièmes du Championship en 2010-2011 derrière Queen's Park et Norwich, ce qui leur confère une accession, après les play-offs, en Premier League, niveau qu'ils n'avaient plus connu depuis 1983.

### Premier League et Coupe d'Europe (2011-2018)
Pour sa première saison en Premier League, l'équipe évolue en milieu de tableau. En raison du style de jeu offensif instauré par Rodgers basé sur la possession de balle et un jeu de passes courtes, comparable en cela au FC Barcelone, l'équipe galloise est surnommée Swanselona,. Le 1er juin 2012, Brendan Rodgers est nommé manager de Liverpool FC.
Michael Laudrup prend sa suite à la tête des Swans et réalise un beau début de saison de Premier League 2012-2013. Swansea surprend par sa capacité à garder son projet de jeu porté vers l'avant, malgré les changements successifs d'entraineurs. L'équipe séduit les amateurs de beau jeu et fait partie des outsiders sérieux pour une place en coupe d'Europe la saison suivante. Le recrutement de joueurs de qualité, avec notamment les Espagnols Michu, et Pablo Hernández Domínguez ou le Sud-Coréen Ki Sung-yueng (recrue la plus coûteuse de l'histoire du club pour 7 millions d'euros) donnent des espoirs à Swansea de voir ce rêve devenir réalité. Celui-ci se concrétisera à la fin de la saison, vainqueur de la League Cup, le club se qualifie pour la première fois de son histoire pour une compétition européenne.
À l'été 2013, le club se renforce de nouveau avec les arrivées de Wilfried Bony (15 millions d'euros, nouveau record du club pour une recrue) et Jonjo Shelvey. Malgré une continuité dans l'effectif et le staff technique, le club connait une baisse de régime, avec un fond de jeu décevant, durant la saison 2013-2014 et rentre dans le rang, finissant dans le ventre mou du championnat à la 12e place. En février, Laudrup, qui a offert le seul trophée majeur du club, est même remercié, remplacé par Garry Monk. Pour sa première campagne européenne, le club gallois se hisse jusqu'aux 16e de finale de la Ligue Europa, éliminé par le Napoli.

### Relégation
À l'issue de la saison 2017-2018, Swansea est relégué en Championship. Depuis, le club évolue au second échelon du football anglais.

## Palmarès et records
- Championnat d'Angleterre de troisième division (1)
  - Champion : 2008

- Champion d'Angleterre D3-Sud (2)
  - Champion : 1925, 1949

- Coupe d'Angleterre (0)
  - Finaliste : 1926, 1964

- Coupe de la Ligue anglaise (1)
  - Vainqueur : 2013

- Football League Trophy (2)
  - Vainqueur : 1994, 2006

- Coupe du pays de Galles  (10)
  - Vainqueur : 1913, 1932, 1950, 1961, 1966, 1981, 1982, 1983, 1989, 1991
  - Finaliste : 1915, 1926, 1938, 1940, 1949, 1956, 1957, 1969

- FAW Cup (2)
  - Vainqueur : 2005, 2006
  - Finaliste : 2001, 2002

- Coupe de la Ligue du pays de Galles
  - Finaliste : 2024

## Joueurs et personnalités du club

### Entraîneurs
Le tableau suivant présente la liste des entraîneurs du club depuis 1912.
| Rang | Nom              | Période   |
| ---- | ---------------- | --------- |
| 1    | Walter Whittaker | 1912-1914 |
| 2    | William Bartlett | 1914-1915 |
| 3    | Joe Bradshaw     | 1919-1926 |
| 4    | Jimmy Thomson    | 1927-1931 |
| 5    | Neil Harris      | 1934-1939 |
| 6    | Haydn Green      | 1939-1947 |
| 7    | Billy McCandless | 1948-1955 |
| 8    | Ronnie Burgess   | 1955-1958 |
| 9    | Trevor Morris    | 1958-1965 |
| 10   | Glyn Davies      | 1965-1966 |
| 11   | Billy Lucas      | 1967-1969 |
| 12   | Roy Bentley      | 1969-1972 |
| 13   | Harry Gregg      | 1972-1975 |
| 14   | Harry Griffiths  | 1975-1978 |

| Rang | Nom                      | Période   |
| ---- | ------------------------ | --------- |
| 15   | John Toshack             | 1978-1983 |
| 16   | Doug Livermore (intérim) | 1983      |
| 17   | John Toshack             | 1983-1984 |
| 18   | Les Chappell (intérim)   | 1984      |
| 19   | Colin Appleton           | 1984      |
| 20   | John Bond                | 1984-1985 |
| 21   | Tommy Hutchison          | 1985-1986 |
| 22   | Terry Yorath             | 1986-1989 |
| 23   | Ian Evans                | 1989-1990 |
| 24   | Terry Yorath             | 1990-1991 |
| 25   | Frank Burrows            | 1991-1995 |
| 26   | Bobby Smith              | 1995-1996 |
| 27   | Kevin Cullis             | 1996      |
| 28   | Jimmy Rimmer             | 1996      |

| Rang | Nom                    | Période   |
| ---- | ---------------------- | --------- |
| 29   | Jan Mølby              | 1996-1997 |
| 30   | Micky Adams            | 1997      |
| 31   | Alan Cork              | 1997-1998 |
| 32   | John Hollins           | 1998-2001 |
| 33   | Colin Addison          | 2001-2002 |
| 34   | Roger Freestone        | 2002      |
| 35   | Nick Cusack            | 2002      |
| 36   | Brian Flynn            | 2002-2004 |
| 37   | Alan Curtis (intérim)  | 2004      |
| 38   | Kenny Jackett          | 2004-2007 |
| 39   | Kevin Nugent (intérim) | 2007      |
| 40   | Roberto Martínez       | 2007-2009 |
| 41   | Paulo Sousa            | 2009-2010 |
| 42   | Brendan Rodgers        | 2010-2012 |

| Rang | Nom                   | Période    |
| ---- | --------------------- | ---------- |
| 43   | Michael Laudrup       | 2012-2014  |
| 44   | Garry Monk            | 2014-2015  |
| 45   | Alan Curtis (intérim) | 2015-2016  |
| 46   | Francesco Guidolin    | 2016       |
| 47   | Bob Bradley           | 2016       |
| 48   | Paul Clement          | 2017       |
| 49   | Carlos Carvalhal      | 2017-2018  |
| 50   | Graham Potter         | 2018-2019  |
| 51   | Steve Cooper          | 2019-2021  |
| 52   | Russell Martin        | 2021-2023. |
| 52   | Mike Duff             | 2023       |
| 53   | Alan Sheehan (en)     | 2023-      |

### Effectif actuel
Le 14 août 2025
| N° | Nat.                        | Poste | Nom du joueur                                      |
| -- | --------------------------- | ----- | -------------------------------------------------- |
| 1  | Drapeau de l'Angleterre     | G     | Andy Fisher                                        |
| 2  | Drapeau de l'Angleterre     | D     | Joshua Key                                         |
| 4  | Drapeau de l'Écosse         | M     | Jay Fulton                                         |
| 5  | Drapeau du pays de Galles   | D     | Ben Cabango ()                                     |
| 7  | Drapeau de la Suède         | M     | Melker Widell                                      |
| 8  | Drapeau de la Côte d'Ivoire | M     | Malick Yalcouyé (prêté par Brighton & Hove Albion) |
| 9  | Drapeau de la Slovénie      | A     | Žan Vipotnik                                       |
| 10 | Drapeau de la Corée du Sud  | M     | Eom Ji-sung                                        |
| 11 | Drapeau de l'Angleterre     | M     | Josh Ginnelly                                      |
| 14 | Drapeau de l'Angleterre     | D     | Josh Tymon                                         |
| 15 | Drapeau de l'Australie      | D     | Cameron Burgess                                    |
| 17 | Drapeau du Portugal         | M     | Gonçalo Franco                                     |
| 20 | Drapeau du pays de Galles   | A     | Liam Cullen                                        |

| No. | Nat.                                                  | Position | Nom du joueur                            |
| --- | ----------------------------------------------------- | -------- | ---------------------------------------- |
| 22  | Drapeau du Chili                                      | G        | Lawrence Vigouroux                       |
| 23  | Drapeau du Cap-Vert                                   | D        | Ricardo Santos                           |
| 24  | Drapeau de l'Écosse                                   | A        | Bobby Wales                              |
| 26  | Drapeau de l'Angleterre                               | D        | Kaelan Casey (prêté par West Ham United) |
| 27  | Drapeau de la Suède                                   | A        | Zeidane Inoussa                          |
| 28  | Drapeau du pays de Galles                             | M        | Joel Cotterill                           |
| 29  | Drapeau de l'Angleterre                               | G        | Paul Farman                              |
| 30  | Drapeau de l'Irlande du Nord (drapeau du Royaume-Uni) | M        | Ethan Galbraith                          |
| 31  | Drapeau du pays de Galles                             | M        | Ollie Cooper                             |
| 35  | Drapeau du Brésil                                     | A        | Ronald                                   |
| 37  | Drapeau de l'Équateur                                 | M        | Aimar Govea                              |
| 41  | Drapeau du pays de Galles                             | M        | Sam Parker                               |
| 45  | Drapeau du pays de Galles                             | M        | Cameron Congreve                         |

### Prêtés à autres clubs
| N° | Nat.                      | Poste | Nom du joueur                                |
| -- | ------------------------- | ----- | -------------------------------------------- |
| 19 | Drapeau de la France      | A     | Florian Bianchini (prêté à Portsmouth)       |
| 36 | Drapeau du pays de Galles | M     | Ben Lloyd (prêté à Newport County)           |
| 42 | Drapeau du pays de Galles | G     | Evan Watts (prêté à Galway United)}          |
|    | Drapeau du pays de Galles | G     | Kit Margetson (prêté à Connah's Quay Nomads) |

| No. | Nat.                      | Position | Nom du joueur                                 |
| --- | ------------------------- | -------- | --------------------------------------------- |
| 44  | Drapeau du pays de Galles | A        | Josh Thomas (prêté à Drogheda United )        |
|     | Drapeau de l'Irlande      | M        | Glory Nzingo (prêté à Carolina Core)          |
|     | Drapeau de l'Angleterre   |          | Jack Fanning (prêté à Briton Ferry Llansawel) |

### Joueurs emblématiques
- Ivor Allchurch
- Paul Anderson
- Kevin Austin
- Joey Beauchamp
- Jimmy Brain
- Walter Boyd
- Ian Callaghan
- Lee Chapman
- John Charles
- Giorgio Chinaglia
- Chris Coleman
- Richard Duffy
- Trevor Ford
- Tommy Hutchison
- Derek Parlane
- Dean Holdsworth
- Willy Guéret
- Cliff Jones
- Emlyn Hughes
- Garry Monk
- Frank Lampard
- Dennis Lawrence
- Roberto Martínez
- Jan Mølby
- Terry Phelan
- John Salako
- Giovanni Savarese
- Dean Saunders
- Jason Scotland
- John Toshack
- Wilfried Bony
- Joe Allen
- Jonjo Shelvey
- Walter Boyd
- Modou Barrow
- Michu

## Historique du logo

Ancien logo (1998-2021)
Ancien logo (2000-2002)
Ancien logo (2005-2007)
Ancien logo (2021-2022)
Ancien logo (2022-2023)
Logo actuel (Depuis 2023)